# Harvard Din & Tonics
Os Harvard Din & Tonics (ou "Os Dins") é um grupo de jazz a capella da Universidade Harvard, fundado em 1979.

## História
O grupo foi fundado em 1979 como um projeto de serviço público da Phillips Brooks House Association na Universidade Harvard em Cambridge, Massachusetts, realizando performances para a comunidade universitária e para organizações de caridade locais. O seu repertório foi baseado naquele dos Dunster Dunces, um grupo a capella anterior que esteve ativo entre 1946 e a metade da década de 1960. O seu primeiro concerto público foi realizado na Universidade Yale em novembro de 1979, em meio ao espetáculo referente ao jogo de futebol americano Harvard vs Yale. O grupo apareceu em seu primeiro filme em 1982, intitulado First Affair, no qual estrelaram Melissa Sue Anderson e Loretta Swit. A sua mais recente aparição foi em O Sorriso de Mona Lisa, um filme de 2003 estrelando Julia Roberts, o qual se passa no Wellesley College. O Harvard Din & Tonics celebrou seu trigésimo quinto aniversário com um concerto no teatro Sanders da Universidade de Harvard em 20 de março de 2014.

## Origem do nome
O nome Din & Tonics é um trocadilho com a bebida popular gim-tônica (em inglês:  gin and tonic), e com as palavras din, que significa em inglês um barulho alto, e tonic que é um termo musical para a primeira nota de uma escala musical. As meias de cor verde-limão usadas pelo grupo são ditas representar o limão que é tradicionalmente servido junto com a bebida gin and tonic, o que então deu origem ao slogan do grupo: "A capella com um toque" – nesse caso, um toque de limão.

## Repertório e apresentação
Os Dins, composto por entre 12 e 15 estudantes de graduação, é um grupo totalmente autodirigido. A maior parte dos seus arranjos é feita por membros do grupo, atuais ou passados. O seu repertório consiste principalmente de standards de jazz do Great American Songbook, assim como músicas humorísticas tiradas de diversos períodos e estilos. O seu repertório também se estende a inúmeros outros gêneros, incluindo folk, rock, calipso, spiritual, e pop. Geralmente eles se apresentam vestindo gravatas brancas, fraque e meias verde-limão – as quais são sua assinatura.
Os Din & Tonics começaram a apresentar seu próprio arranjo de "Sh-Boom" em 1979 (geralmente atribuída como a primeira canção popular doo-wop depois que essa se tornou número 1 nas paradas de sucesso da Billboard em 1954). Essa tem servido como canção de assinatura dos Dins, e eles a apresentaram em quase todos os seus concertos desde então. Sh-Boom está presente em quatorze dos quinze álbuns do grupo.
O grupo apareceu em programas de televisão, incluindo The Price is Right e Good Morning America, e cantaram "The Star-Spangled Banner" para os times San Francisco Giants, Tampa Bay Lightning, Boston Red Sox, New York Yankees, Boston Celtics, Boston Bruins, Boston Breakers, e a Ryder Cup da PGA.

## Viagens e turnês
Os Dins realizaram apresentações no exterior desde a fundação do grupo, e começaram uma turnê regular pela Ásia desde o final da década de 1980. Desde 1990, os Dins realizam uma turnê mundial a cada dois anos. Cada turnê dura entre 2 e 3 meses e inclui apresentações em aproximadamente 15 países da Europa, África, Ásia, Austrália e América do Norte. Adicionalmente, eles viajam regularmente para Vail, Colorado, Washington, D.C. e para a cidade de Nova Iorque e passam suas férias de primavera se apresentando nas Bermudas ou em Whistler, na Colúmbia Britânica. Os Dins já realizaram turnê nos seguintes países: Alemanha, Austrália, Áustria, Bélgica, Canadá, China, Chipre, Coreia do Sul, Dinamarca, Egito, Eslovênia, Fiji, França, Grécia, Hong Kong, Islândia, Índia, Indonésia, Irlanda, Itália, Japão, Luxemburgo, Malásia, México, Marrocos, Nepal, República Checa, Sérvia, Singapura, Suécia, Suíça, Tailândia, Reino Unido e Vaticano. Enquanto estavam em turnê em 2010, os Dins apresentaram-se nas cerimônias de encerramento no festival de música da Expo Mundial de Shanghai.

## Colaborações notáveis e apresentações
Os Dins apresentaram-se para os vocalistas de jazz Ella Fitzgerald e Bobby McFerrin, para membros do New York Voices, para o cantor Lionel Richie, para o pianista de jazz Herbie Hancock, para o trompetista de jazz Wynton Marsalis, para o ex-governador e lutador profissional Jesse Ventura, para as atrizes Julia Roberts, Kristin Chenoweth, Sharon Stone, Jessica Lange, Kathie Lee Gifford e Kathleen Turner, para o apresentador de televisão Conan O'Brien, para o ator Andy García, comediante Jackie Mason, maestro Keith Lockhart da Orquestra Pops de Boston, violoncelista Yo-Yo Ma, Caroline Kennedy, para o ex-presidente dos Estados Unidos Bill Clinton, assim como o governador das Bermudas e para os embaixadores dos Estados Unidos na Austrália, Alemanha, Grécia, Nepal, Irlanda, Marrocos, Noruega, Itália e Bélgica. Durante sua turnê mundial, os Dins se apresentaram juntamente com o quinteto vocal alemão ganhador de prêmios vocaldente, e também com a vocalista islandesa Andrea Gylfadóttir.

## Discografia
Os Din & Tonics produziram 15 álbuns até o momento:
- In the Beginning [No começo] (1983)
- With a Twist [Com um toque] (1985)
- Dins at 10 [Dins às 10] (1988)
- In the Limelight [Na luz limão] (1990)
- Tonic Boom (1992)
- Sublime (1994)
- Toast of the Town [Brinde da cidade] (1996)
- Platonic [Platônico] (1998)
- Freshly Squeezed [Espremido na hora] (2000)
- The Green Album [O álbum verde] (2002)
- Dinbound (2004)
- Hint of Lime [Pitada de limão] (2008)
- The Pursuit of Snappiness (2010) — Esse álbum possui uma música escrita para os Dins pelo compositor Nathaniel Stookey e letrista Daniel Handler (autor de Desventuras em Série sob o pseudônimo "Lemony Snicket")
- Rhapsody in Green [Rapsódia em verde] (2012)
- Easy Being Green [Fácil ser verde] (2014)

## References
1. ↑  http://www.thecrimson.com/article/1947/11/15/dunsters-dunces-sing-almost-anything-for/
2. ↑  http://www.thecrimson.com/article/1963/5/22/the-dunster-dunces-pthe-dunster-dunces/
3. ↑  http://www.imdb.com/title/tt0304415/trivia
4. ↑  http://dins.com/the-dins/history/